# KZ Dachau in der nationalsozialistischen Presse
In den ersten Jahren nach 1933 wurde das KZ Dachau in der nationalsozialistischen Presse als Musterlager dargestellt. Durch Pressemitteilungen, Zeitungsartikel, Fotoreportagen und auch mittels Führungen durch das Konzentrationslager Dachau betrieb das nationalsozialistische Regime gezielte Propaganda.

## Artikel im Jahr 1933
Am 21. März 1933 gab der Reichsführer SS Heinrich Himmler, seit zwei Wochen als kommissarischer Polizeipräsident von München im Amt, in einer Pressekonferenz die Errichtung eines politischen Konzentrationslagers bei der Stadt Dachau bekannt. Am folgenden Tag berichteten darüber die Tageszeitungen, so der Völkische Beobachter:
„Am Mittwoch wird in der Nähe von Dachau das erste Konzentrationslager mit einem Fassungsvermögen für 5.000 Menschen errichtet werden. Hier werden die gesamten kommunistischen und soweit dies notwendig ist, Reichsbanner und sozialdemokratischen Funktionäre, die die Sicherheit des Staates gefährden, zusammengezogen.“
Am 3. April 1933 versicherte der bayerische Staatssekretär Hermann Esser in einer Pressekonferenz in Berlin, dass der Umsturz in Bayern ohne Todesfälle vor sich gegangen sei und weder jüdischen Bürgern noch Ausländern „ein Haar gekrümmt“ wurde. Esser beschrieb das Lager als Maßnahme, um „den kommunistischen Funktionären und sonstigen staatsfeindlichen Elementen das Arbeiten wieder beizubringen, das sie in den letzten Jahren so gründlich verlernt haben“. Das KL Dachau „stehe der ausländischen Presse zur Besichtigung offen“.
Am 11. April wurde der Bayerischen Landespolizei, die das Lager bewachte, die SS als Hilfspolizei zur Seite gestellt. Am nächsten Tag kam es zu den ersten drei Morden im Lager. In die anfänglich positiven Presseberichte mischten sich nun Warnungen. Die Zivilbevölkerung solle sich nicht in die Nähe des Lagers begeben, vor allem nicht aus Neugier auf Mauern oder ähnliches klettern, um einen Blick in das Lager zu erhaschen. Zu dieser Zeit trugen Häftlinge im Lager noch Zivilkleidung und normalen Haarschnitt, waren also mit Zivilisten leicht verwechselbar. Man habe drei Häftlinge auf der Flucht erschossen, und SS-Wachen würden von ihren Schusswaffen schnell Gebrauch machen.
Presseberichte häuften sich von nun an, bekannte Politiker seien auf der Flucht erschossen worden oder hätten im Lager „feigen Selbstmord“ begangen.
Eine positiv darstellende Reportage veröffentlichte die Zeitschrift „Bayerischer Heimgarten“ am 22. Juni. Die alte Munitionsfabrik sei durch die Errichtung des Lagers vor dem Verfall gerettet worden, Unterkünfte erstrahlten in hell getünchten, heiteren Farben. Über den grünen, wohlgepflegten Rasen wurde berichtet, der mit Blumen und Steinen in Form von Hakenkreuzen verschönert war, und vom Leo Schlageter-Denkmal. Der Verfasser des Artikels, Hermann Larcher, schrieb, dass die Häftlinge nach Instandsetzung des Gebäudes zu weiteren gemeinnützigen Arbeiten in der Umgebung des Lagers eingesetzt werden sollten. Es sei erstaunlich, was hier in der kurzen Zeit „aus diesen einst von kommunistischen Hetzern verführten Arbeitern geworden ist“. Fotos zeigten Lagereinrichtungen, Gefangene bei der Arbeit, bei Märschen und im Exerzierkommando Gröner. Zum Leben der Häftlinge wurde berichtet, dass sie nun ein geregeltes Leben, gutes Essen und ein Dach über dem Kopf hätten, die meisten seien zufrieden, nur wenige seien anderer Auffassung. Das Lager habe nicht nur kurzfristigen Wert, sondern werde auch langfristig „Segen und Nutzen bringen.“ Die damalige Propaganda ist vor dem Hintergrund der damaligen Arbeitslosigkeit, hohen Armut und Obdachlosigkeit infolge der Weltwirtschaftskrise zu sehen.
Am 16. Juli 1933 erschien in der Zeitschrift Münchner Illustrierte Presse eine propagandistische Fotoreportage, offenbar durch Himmler inspiriert. Sie trug den Titel Die Wahrheit über Dachau und den Untertitel Frühappell im Erziehungslager. Sie zeigte als Titelbild ordentlich und sauber gekleidete Häftlinge. Der Artikel wies darauf hin, dass jede Revolution ihre Feinde beseitigte: in Frankreich durch die Guillotinen, in Russland Millionen durch das Untermenschentum der Tscheka. So ständen auch SA und SS vor dem ewigen Gericht der Geschichte unbefleckt, und die nationalsozialistische Revolution eine heilige Revolution genannt werden dürfe. Die Feinde hätten das Werk des Führers zerstören wollen. Die marxistischen und jüdischen Intellektuellen dächten sich im Ausland die „gemeinsten Verleumdungen […] über das bayerische Erziehungslager“ aus. Die Wahrheit sei, wie in den Fotos zu sehen, dass im Lager Dachau die Menschen zu Arbeit und Disziplin erzogen würden. Man gehe streng aber human mit ihnen um, sie ständen unter ärztlicher Betreuung, niemals sei es ihnen so gut ergangen, wie im Lager Dachau, wo ihnen endlich die Gelegenheit gegeben werde, ihre Berufe ausüben zu können.
Im Herbst 1933 veröffentlichte der Amper-Bote, dass seit einigen Wochen 160 Häftlinge zum Torfstechen eingesetzt seien, die Häftlinge würden frohgemut arbeiten und sich in ihrer Freizeit mit Spiel und Sport beschäftigen.
Die Nachrichten wiesen auf den Gemeinnutzen des Lagers hin, zunehmend beschrieben sie Insassen als „Individuen, die diese Pflege nicht verdienen“.

## Artikel im Jahr 1936
Die Olympischen Winterspiele 1936 fanden im nahegelegenen Garmisch-Partenkirchen statt. In in- und ausländischen Zeitungsberichten wurde die Veranstaltung zu einem großen Propagandaerfolg.
Ende 1936 veröffentlichte der Illustrierte Beobachter erneut eine ausführliche Fotoreportage, das Lager existierte nun schon über drei Jahre. Die veränderten politischen Bedingungen waren nun im Tonfall der Propaganda zu erkennen. Erzieherische Erfolge der Therapie durch Arbeit und Disziplin wurden hervorgehoben, die jedoch nicht bei allen Insassen die gewünschte Wirkung erzielten. Berichtet wurde über „unverbesserliche Wirrköpfe, pathologische Verbrecher, erbbelastete Menschen, von denen eine soziale Gemeinschaft nie Gutes zu erwarten haben wird. […] Jede Mühe um sie wird vergeblich bleiben, und es gilt, die Gemeinschaft vor ihnen mit allen gesetzlichen Mitteln zu wahren.“ Den Lesern wurde die Einrichtung, Organisation und ärztliche Betreuung geschildert, zudem die Verpflegung. Zum Frühstück gebe es Kaffee, Milch oder Kakao und Brot, zum Mittagsessen Fleisch mit Gemüse, Fisch oder eine Mehlspeise. Vielen Häftlingen gehe es dadurch besser als jemals zuvor, auch ihr Gesundheitszustand sei ausgezeichnet. Nur auf die „Erbgesundheit“ sei kein Einfluss zu nehmen, der Lagerarzt müsse daher „gelegentlich“ um Erlaubnis ersuchen, sie nach dem 1934 in Kraft getretenen „Gesetz zur Verhütung erbkranken Nachwuchses“ sterilisieren oder kastrieren zu dürfen. In drei manipuliert dargestellten, wenig fotogenen Bildern wurden „Typen dieser Gattung“ abgebildet und in der nationalsozialistischen Terminologie beschrieben: ein „Jüdischer Volksverbrecher“, ein „Rassenschänder“, ein „Gesicht des politischen Verbrechens“, ein „Volksschädling“, und „drei typische Vertreter des Untermenschentums im Konzentrationslager Dachau“ (ein Kommunist, ein „Arbeitsscheuer“ und ein „Berufsverbrecher“).

## Besichtigungstouren
Dem zweiten, sehr wichtigen Bestandteil der Propaganda dienten Besichtigungstouren, die ausgewählten Besuchern aus dem Ausland und auch reichsdeutschen Amtsträgern oder nationalsozialistischen Funktionären gewährt wurden.
So war beispielsweise dem bayerischen Ministerpräsidenten Ludwig Siebert im März 1934 gewährt worden, das Lager unter SS-Aufsicht zu besuchen. Ihm wurde Eintritt in einige dafür ausgewählte Baracken gewährt, und in andere vorbildliche Gebäude, etwa der modernen Küche im Wirtschaftsgebäude. Die Wohnbaracken entsprachen dem Standard der damaligen Reichskasernen. Siebert schrieb nach seinem Besuch einen lobenden Brief an Himmler, in dem er das Lager als „Muster-Gefangenenlager“ beschrieb. Da die Presse den Brief von Siebert veröffentlichte, prägte sich nun im Volk der Begriff „Musterlager“ ein. Für Besichtigungstouren entwickelte sich mit den Jahren immer stärker ein inszenierter Ablauf, bald gehörten Besuche fast zur Tagesordnung. Über ausländische Besichtigungen wurde in lokalen Zeitungen eifrig berichtet, als Beweis einer unparteiischen Aussage. So berichteten Zeitungen beispielsweise vom Besuch des holländischen Geistlichen Tourenbuts im Jahr 1933, der das Szenario offenbar nicht durchschaut hatte. In Holland veröffentlichte Tourenbuts den Artikel „Dachau, Lüge und Wahrheit“. Er berichtete von der vorbildlichen Ausstattung des Lagers, dem guten Essen, der vorzüglichen ärztlichen Betreuung, dem Sportbereich, den extrem hygienischen Bedingungen und dem Häftlingsbad. Weiter, dass Häftlinge nur drei bis vier Tage arbeiten müssten, und nur zwei Häftlinge gestorben seien, Berichte über Misshandlungen, gehörten „absolut in das Reich der Fabeln“, von Körperstrafen habe er nichts bemerkt, die einzige Strafe sei die Einzelhaft. Der Völkische Beobachter übernahm den Inhalt des Artikels in ungekürzter Fassung und druckte ihn im Januar 1934 ab. Das Dachauer Volksblatt und der Amperbote folgten nach. Bis mindestens ins Jahr 1938 erfolgten zahlreiche Besichtigungen des Lagers Dachau.

## SS-Zeitschrift„Das schwarze Korps“
Dachau war das erste Lager der SS. Die SS-Zeitschrift Das Schwarze Korps war Organ der Reichsführung SS – Zeitung der Schutzstaffeln der NSDAP. Auch sie berichtete über das Lager Dachau.

## Online-Fotos
- Inszenierte Propagandafotos. Fotograf: Heinrich Hoffmann, Juni 1933: (Quelle siehe[9])
  - Häftlinge erbauen ein Schwimmbecken
  - Ansicht des Lagers Dachau
  - Wachmannschaften
  - Häftlinge beim Eisstockschießen
  - Eisstockschießen 2
  - Eisstockschießen 3
  - Eisstockschießen 4
  - Häftling auf dem Eis
  - Erbau Wessel-Denkmal